# 达德利·沃克·莫顿
达德利·沃克·莫顿（英語：Dudley Walker Morton，1907年7月17日—1943年10月11日），绰号“Mushmouth”或“Mush”，是第二次世界大战期间美国海军的一名潜艇指挥官。他曾在美国海军“刺鲅号”（SS-238）第三次至第七次巡逻中担任指挥官。刺鲅号是二战中最著名的潜艇之一，它至少击沉了19艘日本船只，超过了当时任何其他潜艇。1943年10月11日，刺鲅号在日本北海道附近海域遭日军击沉，莫顿随舰阵亡。